# 佐藤賢治 (ナレーター)
佐藤 賢治（さとう けんじ、1970年8月24日 - ）は、神奈川県茅ヶ崎市出身のナレーター。アトゥプロダクション所属。

## 人物
ラジオパーソナリティとしてデビュー。各放送局のバラエティ番組から報道、情報番組まで多様の番組のナレーションを担当している。特に、テレビ朝日系列で数多くのナレーション担当番組を抱える。

## 出演
※すべてナレーション

### テレビ番組

#### NHK総合テレビ
- つながるテレビ@ヒューマン（放送終了）
- 爆笑オンエアバトル（チャンピオン大会のナレーション）
- 笑・神・降・臨
  - 第1シリーズ（2009年4月6日 - 5月25日）
  - 第2シリーズ（2009年10月5日 - 11月）
  - 第3シリーズ（2010年4月9日 - 2011年3月5日）*月1回放送
  - 第4シリーズ（2011年7月8日 - 9月30日）
  - 第5シリーズ（2012年4月6日 - 2013年3月2日）*月1回放送
- 特番国民的ことばバラエティー みんなでニホンGO!（2009年10月9日）
  - みんなでニホンGO!（2010年4月1日 - 9月30日）

#### NHK教育テレビ
- 出社が楽しい経済学（2009年1月10日 - 3月28日）
- テストの花道（2010年3月29日 -  2014年3月17日）
  - テストの花道 アンコール（2014年4月5日 - 2016年4月2日）
- 愛の劇場（2010年4月2日 - 不明、放送終了）

#### 日本テレビ系
- ニッポン旅×旅ショー（三宅プラン側のみ、読売テレビ製作、放送終了）
- ものまねバトル（放送終了）
- 午後は○○おもいッきりテレビ（月曜日の「爆笑!S-3ライブ 笑いは健康の源」のコーナーのみ、放送終了）
- ダウンタウンのガキの使いやあらへんで 絶対に笑ってはいけない病院24時
- スクール革命!
- 有吉ゼミ
- 月曜から夜ふかし
- 1億3000万人のSHOWチャンネル（放送終了）
- 24時間テレビ 「愛は地球を救う」
- 日本テレビ+ルーブル美術館特別番組「世界!極限アーティストBEST20」

#### TBS系
- USO!?ジャパン（放送終了）
- 激撮！密着警察24時!犯罪捜査最前線SP（特番）
- 爆報! THE フライデー（放送終了）
- この歌詞が刺さった!グッとフレーズ

#### フジテレビ系
- HEY!HEY!HEY! MUSIC CHAMP
- うまなで～UMA to NADESHIKO～（放送終了）
- みんなのウマ倶楽部（放送終了）
- うまプロ!（放送終了）
- なまうま（放送終了）
- みんなのケイバ→みんなのKEIBA
- VS嵐（スペシャル放送時のみ）（放送終了）
- うまズキッ!（放送終了）
- 土曜プレミアム（ドリームオファー）
- 金曜プレミアム・有名人が初めて話します!とっておきランキング
- 馬好王国〜UmazuKingdom〜

#### テレビ朝日系
- ナイナイナ（放送終了）
- 雨上がり決死隊のトーク番組アメトーーク!
- くりぃむナントカ（放送終了）
- 志村&鶴瓶のアブない交遊録（放送終了）
- 志村&所の戦うお正月（放送終了）
- スーパーJチャンネル（水曜企画）（水:17:36～17:53頃まで）
- 堂本剛の正直しんどい（放送終了）
- 夢対決!とんねるずのスポーツ王は俺だ!スペシャル
- 虎の門（放送終了）
- ロンドンハーツ
- キレイ（仮）（放送終了）
- Matthew's Best Hit TV+（放送終了）
- 想い出の曲すべて見せます!（2003年、2004年）
- 俺たちが司会者!（2011年1月23日）
- ソフトくりぃむ（放送終了）
- ゴリゴリくりぃむ（放送終了）
- ガリガリくりぃむ（放送終了）
- グリグリくりぃむ（放送終了）
- ギリギリくりぃむ企画工場（放送終了）
- くりぃむナンチャラ（放送終了）
- くりぃむナンタラ
- テレビ千鳥(特番のみ)
- くりぃむクイズ ミラクル9
- 三村&有吉特番
- 坂上忍の成長マン!!（放送終了）
- イチオシ!!（北海道テレビ放送制作）

#### テレビ東京系
- ゴルフスーパーバトル（放送終了）
- 土曜スペシャル（不定期）
- 乃木坂って、どこ?（放送終了）（テレビ愛知制作）
- 乃木坂工事中（テレビ愛知制作）

### ゲーム
- リトルビッグプラネット（PS3、ソニー・コンピュータエンタテインメント、2008年）日本語版
- リトルビッグプラネット ポータブル （PSP、ソニー・コンピュータエンタテインメント、2009年）日本語版
- リトルビッグプラネット2 （PS3、ソニー・コンピュータエンタテインメント、2011年）日本語版